# José Calvet Móra
José Calvet Móra (Argentona, España, 3 de julio de 1891 - Bogotá, Colombia, 1 de noviembre de 1950) fue un sindicalista español de Cataluña, diputado a las Cortes Españolas durante la Segunda República.

## Biografía
Trabajaba de labrador y en 1904 participó en la fundación del Sindicato de Oficios diversos de Argentona federado a la UGT. Asistió al congreso de la Federación de Sociedades Obreras Agrarias del Penedés celebrado en San Sadurní de Noya en mayo de 1921, representando a la sociedad agraria "La Redentora" de Argentona. En el año 1928 La Redentora y él mismo se afiliaron a la Unión de Rabassaires., el sindicato de viticultores. En el año 1931 fue elegido alcalde de Argentona y en 1932 presidente de la Unión de Rabassaires.
Fue elegido diputado del Parlamento de Cataluña en 1932 y diputado en las Cortes españolas en las elecciones de 1933. Firmó el manifiesto de constitución de la Alianza Obrera en nombre de la Unión de Rabassaires en diciembre de 1933. En las elecciones de febrero de 1936 fue elegido diputado por la coalición Frente de Izquierdas de Cataluña. Fue consejero de Agricultura de la Generalidad de Cataluña del 31 de julio de 1936 hasta el 1939. Se opuso a la colectivización de la propiedad agraria y ordenó la sindicación obligatoria de los labradores. Al acabar la guerra civil española se exilió en Francia y después se estableció en Colombia.